# Poems of Passion (tomik Elli Wheeler Wilcox)

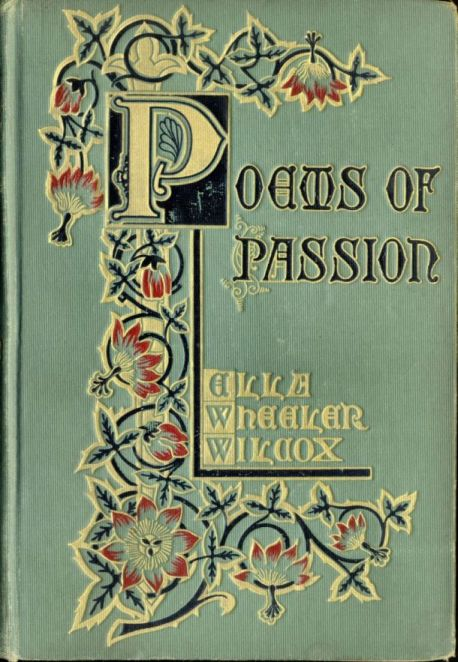
Okładka tomu "Poems of Passion" Elli Wheeler Wilcox

Poems of Passion – tomik amerykańskiej poetki Elli Wheeler Wilcox opublikowany w 1883. Tomik okazał się niezwykłym sukcesem wydawniczym. W ciągu dwóch lat sprzedano 60 tysięcy egzemplarzy. Publikacja zbiorku ugruntowała pozycję poetki w ówczesnej literaturze amerykańskiej. Zbiorek zawiera między innymi utwory Love's Language, Impatience, Communism, The Common Lot, Individuality, Friendship after Love, Queries i Upon the Sand, jak również Reunited, What Shall We Do?, "The Beautiful Blue Danube" i Answered.